# Зірка (геральдика)
У геральдиці термін зірка може означати будь-яку гербову фігуру у формі зірки з будь-якою кількістю променів, які можуть бути прямими чи хвилястими, з отвором чи без. Буває плутанина між зірками через їх форму. В деяких геральдичних системах (Англія) зірка з прямими односторонніми променями називається муллет, а з хвилястими променями — естоїл.
Хоча муллет може мати будь-яку кількість променів, у англійській геральдиці зазвичай вважається, що вона має п'ять, якщо інше не зазначено в блазоні. У центральноєвропейській геральдиці безумовним вважається шість кінців зірки. Існують пробиті зірки. Однак, як вважають, у естоїлів у шість променів (станом на 1909 рік) не було виявлено жодного пробитого зразка. У шотландській геральдиці естоїл такий самий, як і в англійській. Пробитий муллет також називають розгортанням шпори, а не пробитий називають просто зіркою.

## Термінологія

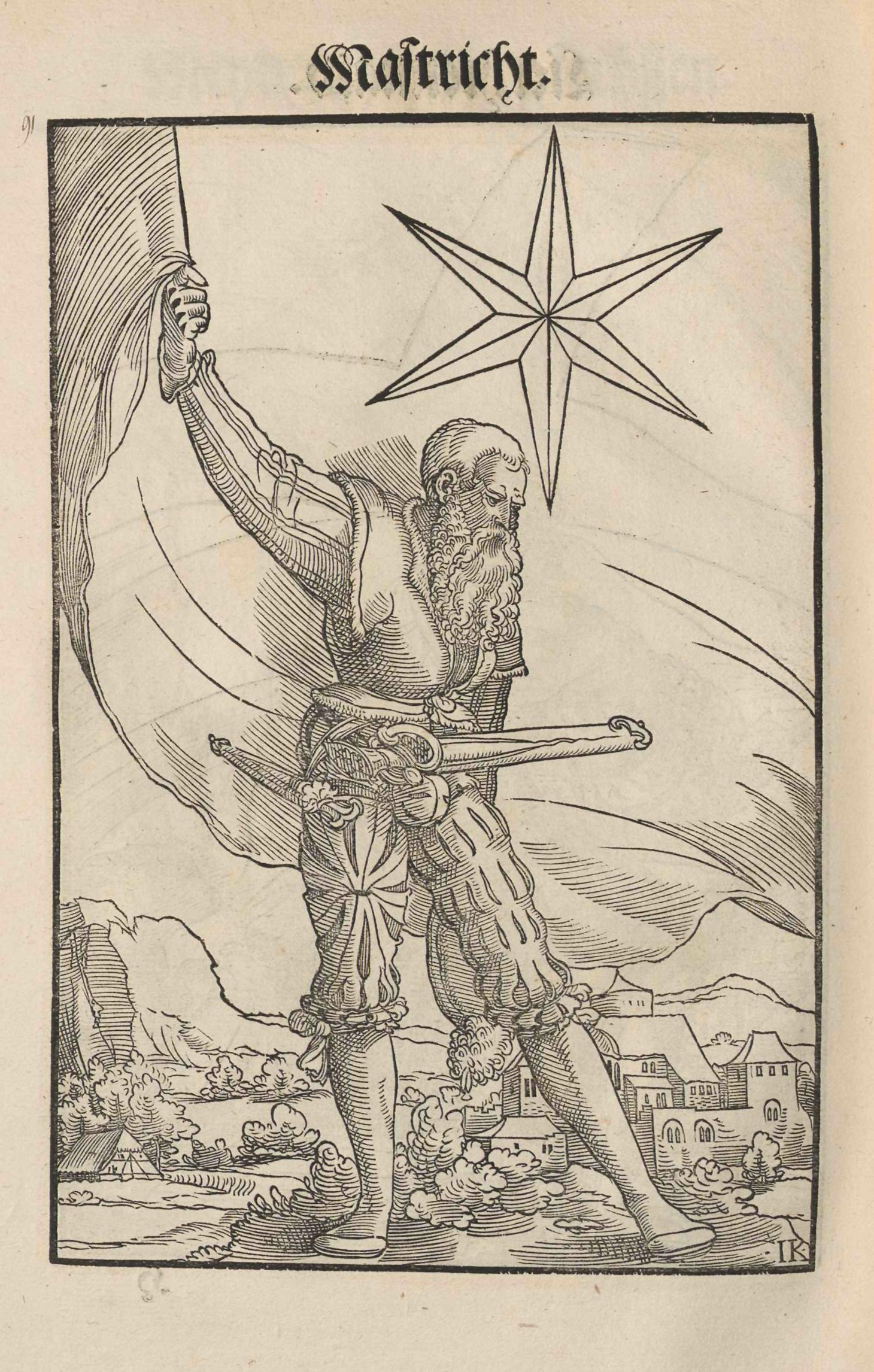
1545 р. Зображення прапора міста Маастрихт у Нідерландах

У різних геральдичних традиціях різниться як використання слова зірка в блазонах і те, як ця фігура використовується в гербах. У шотландській геральдиці як зірка, так і муллет взаємозамінні та означають зірку з п'ятьма прямими променями. Офіційний запис за 1673 рік дає Мюррей Охтертирський три срібні зірки в лазурі(Публічний реєстр, том 1, с. 188). У канадській геральдиці звичайним терміном є муллет, але трапляється також випадкова шестипроменева зірка (наприклад, у вип. IV, на стор. 274 та в Інтернет-версії Канадського публічного реєстру), — це те, що інші б блазували як шестипроменевий муллет. Інститут геральдики армії Сполучених Штатів у своїх блазонах, офіційний геральдичний орган влади США, використовує термін муллет, але в інших місцях, як і в урядових документах США, що описують прапор США та Велику печатку Сполучених Штатів. Держави, термін зірка використовується постійно, і вони майже завжди з'являються з п'ятьма прямолінійними променями.
Термін моллет належить до зірки з прямими сторонами, як правило, що має п'ять або шість променів, але може мати будь-яку кількість променів, зазначених у блазоні. Якщо кількість променів не вказана, в галло-британській геральдиці вважається, що їх п'ять, а в німецько-північній геральдиці — шість. На відміну від естоїлів, муллети мають прямі (а не хвилясті) промені і, можливо, спочатку представляли собою рабель остроги, а не небесну зірку. Кажуть, що цей термін походить від французької молети, остроги-рувела, хоча вона використовувався в геральдиці ще раніше.
Термін естоїл належить до хвилеподібних зірок, як правило, з шести променів, хоча вони також можуть бути блазовані їх різною кількістю, часто вісьмома (наприклад, «Рада округу Портсмут», зображена тут [Архівовано 20 листопада 2016 у Wayback Machine.]), і багато варіантів мають змінні прямі та хвилясті промені (наприклад «Хонфорд» на фото тут [Архівовано 28 вересня 2011 у Wayback Machine.]). Цей термін походить від давньофранцузької естуїли «зірка, що стосується небесної зірки (пор. Сучасна французька étoile), від латинського stella 'зірка'.

## Класична геральдика

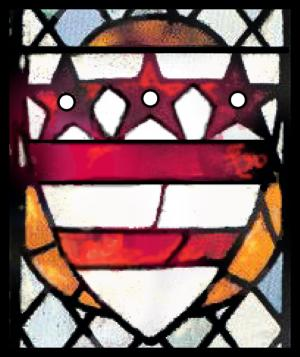
Герб Вашингтона в абатстві Селбі (середина XV століття)

Зірки порівняно рідкісні в європейській геральдиці в середньовічний період. Ранні посилання на сумнівну історичність повідомляє Йоганнес Летцнер, який посилається на Конрада Фонтануса (інакше невідомого авторитета) про те, що один Кертіс фон Майнбрехтхаузен, лицар Саксонії, 1169 pore після вчинення вбивства втратив свій ранг і герб, описаний як восьмипроменева зірка під шевроном. Приклади зірок у пізньосередньовічній геральдиці Священної Римської імперії включають зірки Венца фон Нідерланштейна (1350), Гемма (атестований 1352), Гаєра фон Остерберга (1370), Енольфа Ріттера фон Лейєна (помер 1392).
За системою бризури, що застосовується в Англії та Ірландії з кінця XV століття, третій син носить муллет (непробитий) як відміну герба.
Зірки стають набагато популярнішими як геральдичні символи на початку сучасної ери, особливо в недавніх сімейних гербах міщан і патриціатів, а також у гербах міст (наприклад, Маастрихту, Больцано, Кауфбойрена). Герб Вале бере свій початок у XVI столітті, коли до частини герба єпископа Сіона додали сім зірок, що символізували його Сім десятин. З вищої знаті в Гербовнику Зібмахера (1605), ландграфи Гессена і графи Вальдека та Ербаха мають зірки на своїх гербах, як і кілька швейцарських лицарів.
Приклади зірок у Геральдиці:

Муніципальний герб Тюрі-су-Клермона у Франції.
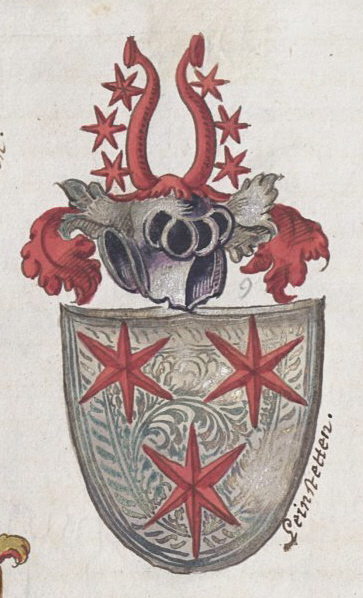
Герб Зімерріша Чорніка.
Герб Альфоза де Кінтанадуенаса.
Герб родини де Бетунів[fr]
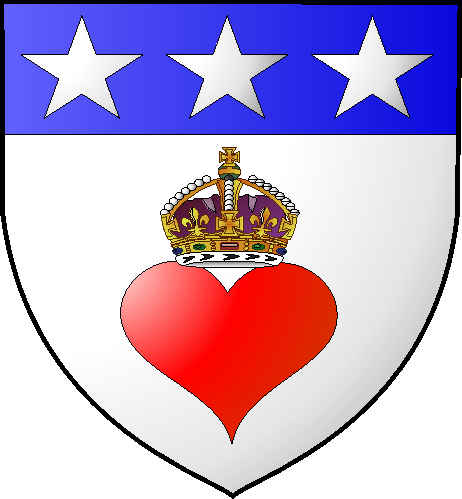
Герб клану Дугласів
Герб секеїв

## Руська, річпосполитська та козацька геральдика
Зірки були популярним елементом руської та річпосполитської геральдики. Часто вони добавлялися як відміна на гербі другого сина.
Найрізноманітніші та незбагненні поєднання козацької зброї (часто в перехрещеному вигляді, що мало символізувати перемогу), з символами шляхетності (серце) та звитяги (зірка, півмісяць, хрест) можемо бачити практично на кожному козацькому гербі.
Приклади зірок в руській, річпосполитській та козацькій геральдиці:

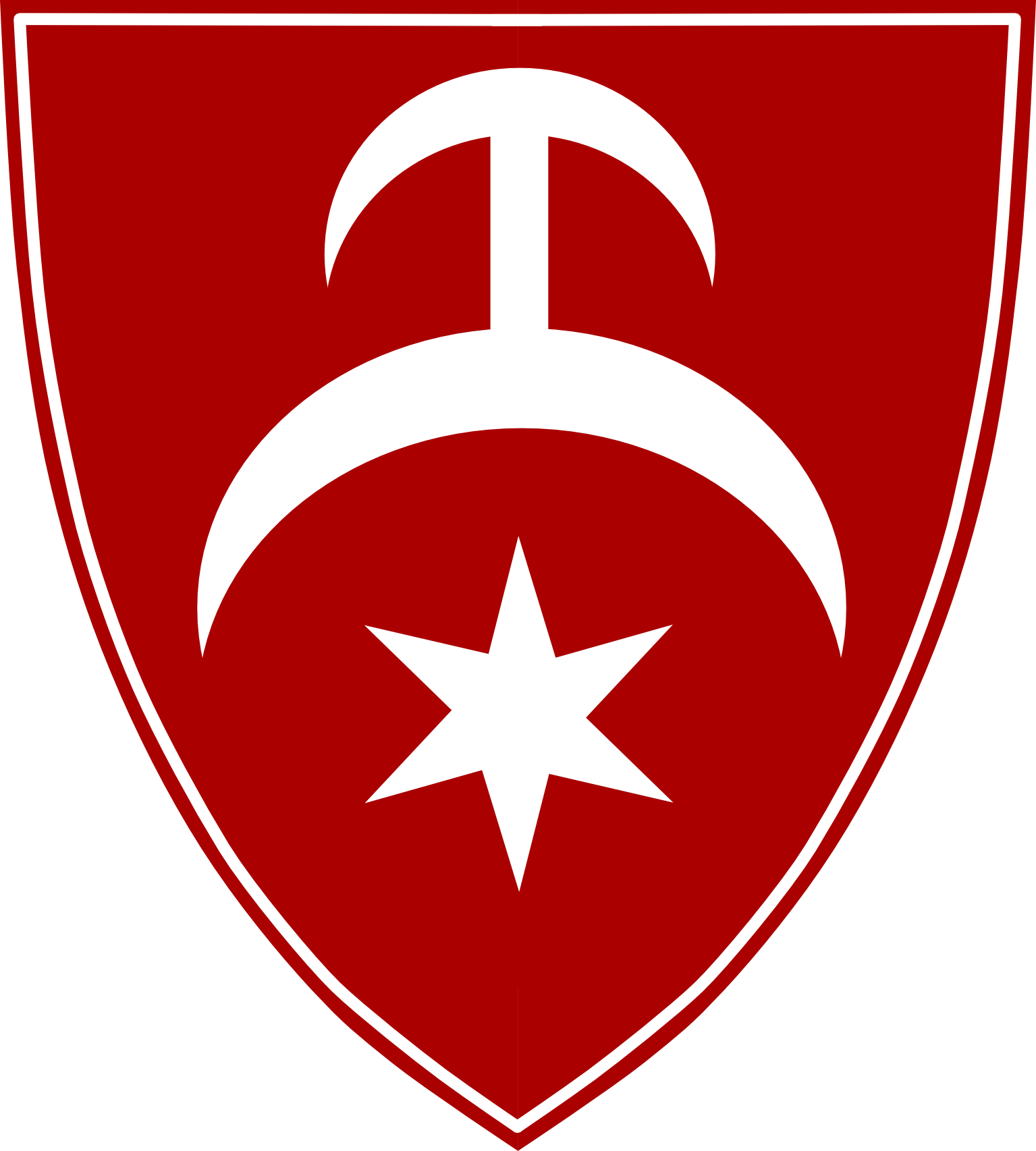
Герб князів Острозьких і Заславських
Курч (герб)
Леліва (герб)
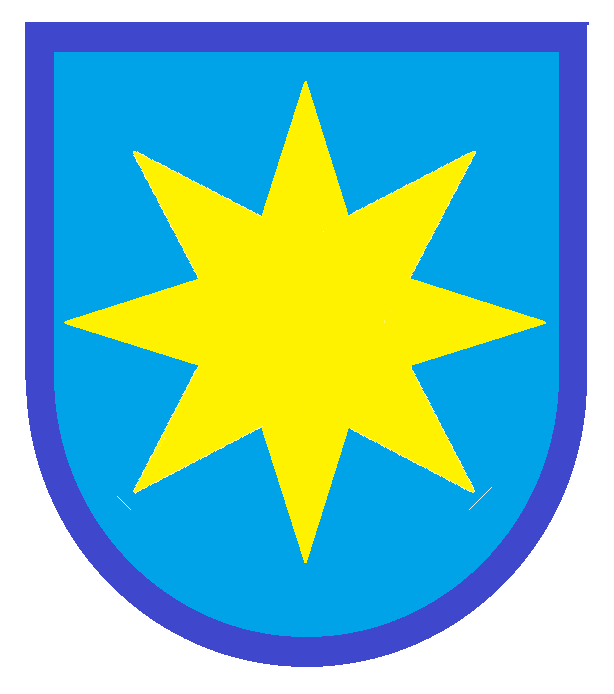
Герб Полозович
Герб Івана Брюховецького
Герб Дорошенків
Герб Ханенків
Герб Апостолів
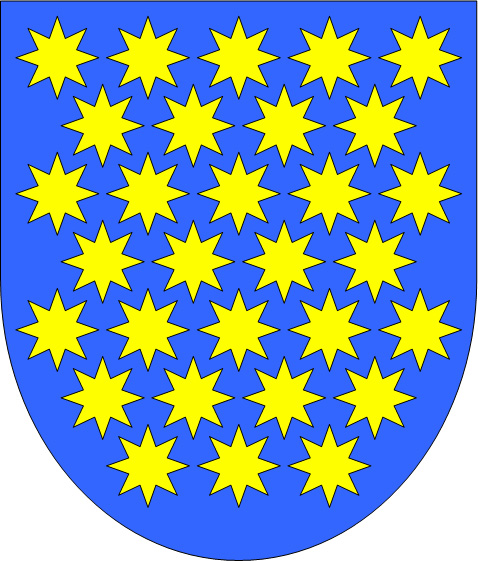
Один із проєктів герба УНР

## Сполучені Штати

Американський прапор, як описано в резолюції прапора, прийнятій другим континентальним конгресом 14 червня 1777 року.

Червона зірка на гербі (державний герб) Радянського Союзу.

Зірки майже всюдисущі в геральдиці та вексилології Сполучених Штатів і майже завжди здаються непробитими з п'ятьма прямолінійними променями. У прапорі США кожна зірка позначає один штат. Прапор, прийнятий в 1777 році, є приписуваним походженням тринадцяти зірок, що символізують тринадцять Сполучених Штатів, що з'являються на Великій печаті з 1780 року.
Шестипроменева зірка є в символіці 240-го батальйону 40-ї піхотної дивізії Каліфорнійської Національної гвардії армії США.
Приклади зірок в американській геральдиці та вексилології:

Герб 16-го польового артилерійського полку США.
Велика печатка США.
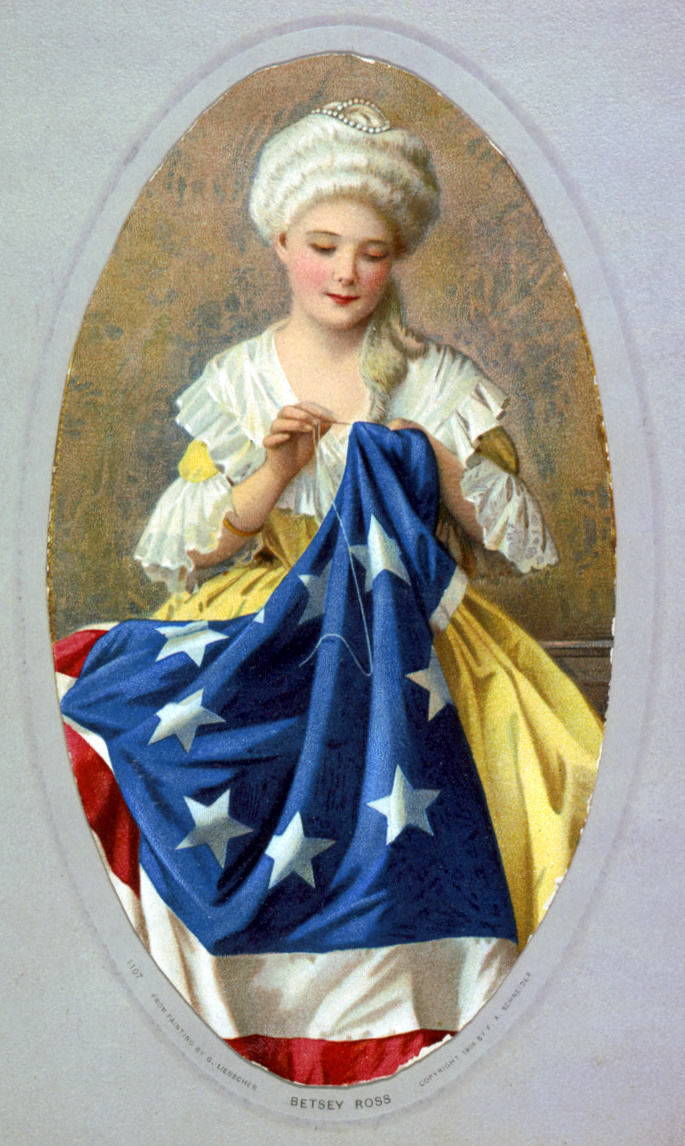
Зображення Бетсі Росс, яка шиє свій однойменний прапор.
Прапор міста Ель-Пасо.

## Сучасне використання
У дизайні сучасних прапорів та емблем зірки (кефалі, зазвичай п'ятипроменеві), коли стоять поодинці, часто представляють такі поняття, як «єдність» або «незалежність». Розташовані по групах, вони часто перелічують провінції чи інші компоненти нації (наприклад, етнічні групи). У прапорах Науру та Маршаллових островів це перерахування здійснюється за точками однієї зірки, а не за кількістю зірок.
Деякі прапори країн південної півкулі показують зображення Південного Хреста, що складається з чотирьох або п'яти зірок. Символ зірки та півмісяця є на прапорах держав, що є спадкоємцями Османської імперії, яка використовувала прапори з цим символом протягом 1793—1923 років.
Дванадцять зірок на Прапорі Європи (1955) символізують єдність.
Зелена п'ятипроменева зірка на прапорі есперанто (1890) символізує п'ять населених континентів.
50 зірок прапора США — це найбільша кількість на будь-якому національному прапорі. Другий за величиною — 27, на прапорі Бразилії.
Нинішні національні прапори із зірками включають:
| Прапор                        | Дата       | Кількість зірок | Кількість променів | Зірки символізують                  | Опис/коментар |
| ----------------------------- | ---------- | --------------- | ------------------ | ----------------------------------- | --- |
| США                           | 1777; 1960 | 50              | 5                  | кількість штатів США                | спочатку 13 зірок, 50 зірок з 1960 року |
| Європейський союх             | 1955; 1985 | 12              | 5                  | досконалість                        | «європейська єдність». |
| Чилі                          | 1817       | 1               | 5                  | досконалість                        | «зірка символізує шлях до прогресу і честі» |
| Туніс                         | 1831; 1956 | 1               | 5                  | зірка і півмісяць                   | на основі османського прапора |
| Туреччина                     | 1844; 1936 | 1               | 5                  | зірка і півмісяць                   | Турецька Республіка була створена в 1923 році, а закон про її прапор був прийнятий у 1936 році, де оголошувалося, що прапор Османської імперії вивішується з 1844 року (попередній варіант із восьмипроменевою зіркою датується приблизно 1793 роком).                 |
| Венесуела                     | 1859; 1930 | 8               | 5                  | кількість провінцій                 | різне розташування зірок у змінах дизайну з 1859 р. Двадцять зірок протягом 1859—1863 рр. |
| Гондурас                      | 1866       | 5               | 5                  | кількість провінцій                 | на основі прапора Федеративної Республіки Центральної Америки. П'ять зірок також представляють історичні провінції цієї держави, а не підрозділи самого Гондурасу. |
| Нова Зеландія                 | 1869; 1902 | 4               | 5                  | Південний хрест                     | використовувався як урядовий прапор з 1869 року, став офіційним національним прапором у 1902 році. Розроблений Альбертом Гастінгсом Маркемщь за запитом губернатора Джорджа Боуена.                                                                                    |
| Бразилія                      | 1889; 1992 | 27              | 5                  | кількість штатів                    | спочатку 21 зірка, 27 зірок з 1992 року |
| Філіппіни                     | 1898       | 3               | 5                  | кількість груп островів             | три зірки представляють три основні географічні групи островів, які складають Філіппіни: Лусон, Вісайські острови і Мінданао. |
| Австралія                     | 1901       | 6               | 7; 5               | Південний хрест; Зоря Співдружності | семипроменеві зірки для зірки Співдружності та головні зірки сузір'я, а також менша п'ятипроменева зірка, що представляє Епсілон Круцис. На основі дизайну-переможця на Федеральному конкурсі дизайну прапора 1901 року.                                               |
| Куба                          | 1902       | 1               | 5                  | досконалість                        | «біла зірка в трикутнику символізує незалежність». Заснований на прапорі, який ніс Нарсісо Лопес у 1850 році. |
| Азербайджан                   | 1918       | 1               | 8                  | зірка і півмісяць                   | восьмипроменева зірка вказує на вісім літер назви Азербайджан (Арабською мовою)» |
| Панама                        | 1925       | 2               | 5                  | досконалість                        | «блакитна зірка символізує чистоту і чесність життя країни; червона зірка уособлює владу і закон в країні» |
| Йорданія                      | 1928       | 1               | 7                  | досконалість                        | «сім точок символізують сім віршів Сури Аль-Фатіха Корану. Сім пунктів також представляють віру в єдиного Бога, людяність, смирення, національний дух, чесноту, соціальну справедливість і прагнення. Зірка також символізує єдність арабської нації.»                 |
| В'єтнам                       | 1945       | 1               | 5                  | досконалість                        | комуністична зірка; «П'ятипроменева жовта зірка уособлює єдність робітників, селян, інтелігенції, торговців і солдатів у будівництві соціалізму.» |
| Пакистан                      | 1947       | 1               | 5                  | досконалість                        | зірка уособлює «світло». Півмісяць і зірка символізують прогрес і світло відповідно. |
| Північна Корея                | 1948       | 1               | 5                  | досконалість                        | Комуністична зірка |
| КНР                           | 1949       | 5               | 5                  | досконалість                        | «п'ятизірковий Червоний прапор» (五星红旗, Wǔxīng Hóngqí), одна велика зірка, що представляє комуністичну партію, оточена чотирма меншими, що зображують чотири тодішні соціальні класи                                                                                |
| Самоа                         | 1949       | 5               | 5                  | Південний хрест                     | |
| Сомалі                        | 1954       | 1               | 5                  | досконалість                        | «зірка єдності» |
| Гана                          | 1957       | 1               | 5                  | досконалість                        | «зірка Африканської свободи» |
| ЦАР                           | 1958       | 1               | 5                  | досконалість                        | зірка, що «направляє кроки центральноафриканського народу до свободи та емансипації». |
| Сирія                         | 1958; 1980 | 2               | 5                  | кількість штатів                    | прапором 1958 року був прапор Об'єднаної арабської республіки. Дві зірки спочатку представляли Сирію та Єгипет як держави-члени цього утворення. |
| Мавританія                    | 1959       | 1               | 5                  | зірка і півмісяць                   | |
| Сенегал                       | 1960       | 1               | 5                  |                                     | Кажуть, що п'ять крапок зірки нагадують ідеограму людини, яка була зображена в центрі прапора колишньої Федерації Малі. |
| Того                          | 1960       | 1               | 5                  | досконалість                        | «щастя»[джерело?] |
| Алжир                         | 1962       | 1               | 5                  | зірка і півмісяць                   | |
| Малайзія                      | 1963       | 1               | 14                 | кількість штатів                    | 14-кінцева зірка поруч із півмісяцем, що представляє 13 держав-членів плюс федеральний уряд |
| Сінгапур                      | 1965       | 5               | 5                  | досконалість                        | п'ять зірок поруч із півмісяцем, що символізує «демократію, мир, прогрес, справедливість і рівність». Відповідно до ідей Лі Куан Ю, китайське населення хотіло отримати п'ять зірок (під впливом прапора Китайської Народної Республіки), а мусульманське — півмісяць. |
| Бурунді                       | 1967       | 3               | 6                  | досконалість                        | «єдність, робота прогрес» |
| Науру                         | 1967       | 1               | 12                 | кількість племен                    | |
| Папуа Нова Гвінея             | 1971       | 5               | 5                  | Південний хрест                     | |
| Гвінея-Бісау                  | 1973       | 1               | 5                  | досконалість                        | «чорна зірка Африки» |
| Гренада                       | 1974       | 7               | 5                  | кількість парафій                   | |
| Ангола                        | 1975       | 1               | 5                  | досконалість                        | за походженням відКомуністичної зірки |
| Камерун                       | 1975       | 1               | 5                  | досконалість                        | «зірка єдності» |
| Суринам                       | 1975       | 1               | 5                  | досконалість                        | «зірка символізує єдність усіх етнічних груп» |
| Сан-Томе і Принсіпі           | 1975       | 2               | 5                  | кількість островів                  | |
| Тувалу                        | 1976       | 9               | 5                  | кількість островів                  | зірки розташовані в імітації географічного розташування островів Тувалу |
| Джибуті                       | 1977       | 1               | 5                  | досконалість                        | «червона зірка означає єдність різноманітної держави.» |
| Соломонові острови            | 1977       | 5               | 5                  | кількість островів                  | |
| Домініка                      | 1978       | 10              | 5                  | кількість парафій                   | |
| Маршалові острови             | 1979       | 1               | 24                 | кількість регіонів                  | точки зірок перераховують виборчі округи |
| Федеративні штати Мікронезії  | 1979       | 4               | 5                  | кількість штатів                    | на основі прапора підопічної території США в Тихому океані кожна зірка представляє конституційну державу (Яп, Чуук, Понпеі і Косрае) |
| Сент-Кіттс і Невіс            | 1983       | 2               | 5                  | досконалість/кількість островів     | «щастя і прогрес, Сент-Кітса і Невіса» |
| Буркіна-Фасо                  | 1984       | 1               | 5                  | досконалість                        | «дороговказ революції» |
| Хорватія                      | 1990       | 2               | 6                  | Венера                              | зірки є частиною герба Хорватії. Одна зірка є частиною герба іллірійського руху, а інша — частиною герба Славонії. |
| Словенія                      | 1991       | 3               | 6                  | досконалість                        | «демократія», натхненний історичним гербом графів Цельських |
| Узбекистан                    | 1991       | 12              | 5                  | досконалість                        | півмісяць і дванадцять зірок, що представляють «давній календарний цикл» |
| Таджикистан                   | 1992       | 7               | 5                  | сім зірок на небі                   | |
| Кабо-Верде                    | 1992       | 10              | 5                  | кількість островів                  | |
| Боснія і Герцеговина          | 1998       | 8 («∞»)         | 5                  | досконалість                        | діагональна лінія з семи п'ятипроменевих зірок плюс дві напівзірки, відрізані межею прапора. Зірки представляють «Європу» і мають бути «нескінченними» за кількістю.                                                                                                   |
| Коморські острови             | 2001       | 4               | 5                  | кількість островів                  | чотири зірки поруч із півмісяцем |
| Туркменістан                  | 2001       | 5               | 5                  | кількість провінцій                 | п'ять зірок поруч із півмісяцем |
| Східний Тимор                 | 2002       | 1               | 5                  | досконалість                        | «світло, яке керує» |
| Південний Судан               | 2005       | 1               | 5                  | досконалість                        | «Вифлиємська зірка, представляє єдність штатів Південного Судану» |
| Демократична республіка Конго | 2007       | 1               | 5                  | досконалість                        | Походить від прапору Вільної держави Конго (1885) |
| Бірма                         | 2010       | 1               | 5                  | досконалість                        | «єдність» |
| Ліберія                       | 1847       | 1               | 5                  | визволення рабів                    | |

Низка країн не має геральдичних зірок. Наприклад, Марокко з 1915 року та прапор Ефіопії з 1996 року мають по пентаграмі, а прапор Ізраїлю 1948 року гексаграму або «зірку Давида». Прапор Непалу 1962 року має те, що технічно можна було б описати як 12-кінцеву зірку, але призначений для зображення Сонця.